# Anemia infecciosa equina
La anemia infecciosa equina es una enfermedad viral crónica, exclusiva de los équidos y transmitida habitualmente por artrópodos, con clínica caracterizada por crisis hemolíticas febriles intermitentes.
Su importancia clínica es elevada, por ser infección vitalicia y recidivante, letal en las formas agudas e incapacitante en las crónicas. Asimismo, su relevancia económica, por las bajas y sacrificios que conlleva, el coste de medidas diagnósticas y profilácticas y por las limitaciones y prohibiciones de tráfico de seropositivo

## Etiología
El virus causal pertenece al Género Lentivirus, Familia Retroviridae.
Es un ribovirus monocatenario con envoltura; el virión, aproximadamente esférico, de 80-130 nm. de diámetro, cuya envoltura lipoproteica doble, con peplómeros glicoproteicos, envuelve una nucleocápsida icosaédrica.
Muy resistente a desecación y temperaturas inferiores a 50 °C, sensible a desinfectantes y cambios de pH.
Cultivable en histocultivo de leucocitos y de fibroblastos dérmicos equinos, así como en líneas celulares equinas, caninas y felinas, en los que no causa ECP, sino infección persistente como provirus integrado en el genoma de la célula hospedadora.
Existen cepas diferenciables por seroneutralización con una hemaglutinina común, pero sin protección cruzada...

## Epidemiología
- Reservorios: Los équidos infectados, tanto clínicos como inaparentes, son portadores virémicos en sus linfocitos, manteniendo la infección a lo largo de toda la vida. Es frecuentísimo el estado de portador asintomático.

- El más frecuente es el contagio mecánico indirecto vehiculado por picaduras de moscas del género Stomoxys, tábanos del género Tabanus y Chrysops, y mosquitos Anopheles, cuya presencia se ve favorecida por la existencia de una adecuada temperatura, humedad y vegetación. La transmisión también se puede verificar indirectamente a partir del utillaje, fómites e instrumentos quirúrgicos.

Es factible asimismo un contagio directo horizontal por vía venérea o vertical por vía transplacentaria. La infección intrauterina puede no ser letal, dando lugar a un portador congénito.
- Las especies sensibles son los équidos, especialmente el caballo. Estos animales son especialmente susceptibles cuando son sometidos a circunstancias estresantes tales como trabajo intenso, altas temperaturas, gestación o tratamientos con fármacos esteroideos.

- La enfermedad suele adoptar una presentación moderadamente estacional, con máximos durante los meses estivales. Es habitualmente enzoótica aunque puede presentar brotes epizoóticos. La morbilidad suele llegar al 75-100% en los colectivos expuestos; la mortalidad es muy variable, pero siempre elevada a largo plazo.

## Patogenia
Penetración parenteral, inoculada por insectos o instrumental, o vehiculada en fómites en contacto con lesiones preexistentes; transplacentaria; o por microlesiones en mucosa genital. Difusión linfohemática, vehiculada por hematíes como virión libre, mediante la hemaglutinina, o capturado por macrófagos, en los que se puede replicar, o integrado como provirus en el genoma de linfocitos. 
Tropismo y localización por células hematopoyéticas de médula ósea, hematíes y linfocitos. La eliminación siempre se produce por las secreciones y excretas contaminadas con sangre. Esta eliminación nunca es completa, quedando siempre un fondo de provirus sin expresar. 
La infección producida reduce la eficacia de la hematopoyesis e induce la producción masiva de anticuerpos fijadores de complemento. Al unirse estos anticuerpos al virus fijado a los hematíes, se produce por una parte la lisis extracelular de tales hematíes, mientras que por otra se estimula la eritrofagocitosis por las células del SRE. Ambos fenómenos determinan intensas crisis hemolíticas con la consiguiente anemia. A su vez, las enormes cantidades de complejos inmunes circulantes causan vasculitis a diversos niveles, y el exceso de hemosiderina retenida en células de SRE puede dar lugar a infiltraciones linfoides masivas y necrosis viscerales. Si la muerte no se produce durante una crisis hemolítica, suele pasar a la forma recidivante o a la cronicidad.

## Clínica
Período de incubación de 7 a 21 días.
- Forma aguda

Es características de los caballos que entran en contacto por primera vez con el virus.
Se caracteriza por: Fiebre alta, anorexia, debilidad, sudoración profusa y descarga nasal serosa, taquicardia con pulso débil y taquipnea, intensa anemia anisocítica, ictericia, heces hemorrágicas y petequias en mucosas.
Curso de 5 a 30 días, mortal en el 30% de los casos, o con lenta recuperación, con paso como portador a la
- Forma subaguda, caracterizada por recidivas de gran intensidad y corta duración, cualquiera de las cuales puede ser mortal; de presentación muy regular durante los primeros meses, con aparente normalidad en los intervalos, y más espaciada después, señalando el paso a la

- Forma crónica con febrícula persistente, anemia, hipergammaglobulinemia persistentes, debilidad muscular y marcha insegura, caquexia progresiva sin anorexia, arritmias y debilidad cardíaca con edemas declives.

## Lesiones
- Macroscópicas:

Canal anémica, subcutáneo con tinte ictérico y  hemorragias focales, petequias y equimosis en mucosas y serosas viscerales, hipertrofia de médula ósea roja, anemia, ictericia y atrofia serosa de tejidos grasos, hemorragias subcapsulares en todas las vísceras,hepato y esplenomegalia, infarto hemorrágico y atrofia serosa de médula ósea.
- Microscópicas:

Hemólisis intravascular, infiltración linfocitaria y depósitos de inmunocomplejos en paredes vasculares y glomérulo renal, eritrofagocitosis en macrófagos, especialmente en médula ósea, donde proliferan junto con plasmocitos, y depósitos de hemosiderina en hígado, bazo y ganglios.

## Diagnóstico
- Clínico-epizootiológico-lesional: de valor presuntivo. Requiere diferenciar de la anemia primaria hemolítica autoinmune, que responde a los esteroides; de las intoxicaciones por hemolíticos y anticoagulantes; de las piroplasmosis, la leptospirosis y la arteritis vírica.
- Laboratorial: serológico, por IDGA con antígeno esplénico. Rápido, fácil de realizar y seguro.

## Prevención
No existe ninguna vacuna ni tratamiento etiológico eficaz; la aplicación de antianémicos, alimentación adecuada y un cuidado exquisito pueden espaciar las recidivas, pero el animal sigue expuesto a padecerlas y es un portador permanente. Por tanto, está contraindicado, especialmente en áreas no enzoóticas.
Se combate mediante medidas higiénico-sanitarias preventivas, como evitar la exposición a los vectores y proteger de éstos a los animales; desinfección cuidadosa del material quirúrgico y los arreos; y limitación, previo diagnóstico, del comercio y el movimiento de équidos. 
En caso de brotes se deben aplicar medidas enérgicas de erradicación, con sacrificio inmediato y destrucción sanitaria de enfermos, sospechosos, camas y estiércoles, desinfección y desinsectación; secuestro, empadronamiento e inmovilización; y vigilancia periférica con diagnóstico sistemático por inmunodifusión, complementados con medidas preventivas como las descritas. Es la única solución eficaz, y tanto más cuanto los animales infectados no sirven ni para trabajo ni para reproducción.
etc.

## Aspectos zoonóticos
El virus de la anemia infecciosa equina no se sabe si puede infectar a los humanos.
- Datos: Q19000458